# Miguel Montuori
Miguel Montuori (ur. 24 września 1932 w Rosario, zm. 4 czerwca 1998 we Florencji) – włoski piłkarz grający na pozycji pomocnika.

## Kariera piłkarska
Miguel Montuori karierę piłkarską rozpoczął w 1951 roku w Racing Club de Avellaneda, w którym występował do 1953 roku. Następnym klubem w karierze Mountuoriego był chilijski Universidad Católica, z którym w sezonie 1954 zdobył mistrzostwo kraju.
Z Chile wyjechał do Włoch w celu podpisania kontraktu z Fiorentiną, w barwach której zadebiutował w Serie A dnia 18 września 1955 roku w zremisowanym meczu wyjazdowym 2:2 z Pro Patrią i z którym odnosił największe sukcesy w swojej karierze: mistrzostwo Włoch (1955/1956), Puchar Zdobywców Pucharów (1960/1961), finał Pucharu Włoch (1958/1959), finał Pucharu Europy (1956/1957), Puchar Przyjaźni (1959, 1960), Coppa delle Alpi (1961). W klubie występował do 1961 roku grając w 172 meczach i strzelając 62 bramki w lidze.

## Kariera reprezentacyjna
Miguel Montuori w reprezentacji Włoch zadebiutował dnia 15 lutego 1956 roku w Bolonii w wygranym 2:0 meczu towarzyskim z reprezentacją Francji. Ostatni występ Montouoriego w reprezentacji miał miejsce w Neapolu dnia 6 stycznia 1960 roku w wygranym 3:0 meczu towarzyskim z reprezentacją Szwajcarii. Montuori łącznie w reprezentacji Włoch rozegrał 12 meczów i strzelił 2 gole.

## Statystyki

### Reprezentacja
| Reprezentacja narodowa | Rok     | Występy | Gole |
| ---------------------- | ------- | ------- | ---- |
| Włochy                 |         |         |      |
| 1956                   | 5       | 0       |      |
| 1957                   | 3       | 1       |      |
| 1958                   | 2       | 0       |      |
| 1959                   | 1       | 0       |      |
| 1960                   | 1       | 1       |      |
| Łącznie                | Łącznie | 12      | 2    |

### Gole w reprezentacji
| Lp. | Data            | Stadion | Przeciwnik        | Wynik | Turniej    |
| --- | --------------- | ------- | ----------------- | ----- | ---------- |
| 1.  | 4 grudnia 1957  | Belfast | Irlandia Północna | 2-2   | Towarzyski |
| 2.  | 6 stycznia 1960 | Neapol  | Szwajcaria        | 3-2   | Towarzyski |

## Sukcesy
Universidad Católica
- Mistrzostwo Chile: 1954

Fiorentina
- Mistrzostwo Włoch: 1956
- Puchar Zdobywców Pucharów: 1961
- Finał Pucharu Włoch: 1959
- Finał Pucharu Europy: 1957
- Puchar Przyjaźni: 1959, 1960
- Coppa delle Alpi: 1961